# Nadine Broersen
Nadine Martina Broersen, nizozemska atletinja, * 29. april 1990, Hoorn, Nizozemska.
Nastopila je na poletnih olimpijskih igrah v letih 2012 in 2016, zasedla je enajsto in trinajsto mesto v sedmeroboju. Na svetovnih dvoranskih prvenstvih je osvojila naslov prvakinje v peteroboju leta 2014, na evropskih prvenstvih pa srebrno medaljo v sedmeroboju istega leta.